# Полиметалл
«Полиметалл» (Solidcore Resources plc) — горнорудная компания, занимающаяся добычей серебра, золота и меди в России, Казахстане и других странах. Основана в 1998 году. Центральный офис располагается в Астане (ранее был расположен в Санкт-Петербурге).
Головная компания Группы «Полиметалл», Polymetal International plc, была зарегистрирована на острове Джерси. 7 августа 2023 года завершила перерегистрацию в Казахстане, в МФЦ «Астана» после введения против компании санкций.
Акции Polymetal International plc с 2019 года торгуются на Астанинской международной бирже (AIX). В 2023 году акции компании вошли в индекс AIX Qazaq. 
До 2024 года акции компании под другим тикером также торговались на Московской и Лондонской биржах и входили в индексы ММВБ, FTSE 250 и FTSE Gold Mines. В декабре 2023 года акций с Московской биржи были обменены на бумаги Астанинской биржи (AIX) в пропорции 1:1, после чего «Полиметалл» провел делистинг с Московской биржи. В этот же год провёлся делистинг с Лондонской биржи. 

## Деятельность
ОАО «Полиметалл» по данным за 2014 год являлось крупнейшим в России и третьим в мире производителем первичного серебра и вторым по добыче золота в России. «Полиметалл» добывает золото и серебро и ведёт геологоразведочные работы в Магаданской области, Хабаровском крае, Свердловской области, Республике Карелии, Якутии и на Чукотке. Компания самостоятельно осуществляет весь комплекс работ по освоению рудных месторождений — от проведения геологоразведочных работ до строительства и эксплуатации.
В 2010 году компания произвела 13,8 тонн золота и 538 тонн серебра. Выручка по US GAAP за 2009 год составила $560,7 млн (в 2008 году — $502,7 млн), чистая прибыль — $95,99 млн (в 2008 году — чистый убыток $15,7 млн).
Вследствие снижения цены реализации золота и серебра выручка «Полиметалла» в 2012-2015 годах снижалась:
- 2012 выручка $1,854 млрд, чистая прибыль $428 млн
- 2013 выручка $1,707 млрд, чистый убыток $198 млн
- 2014 выручка $1,690 млрд, чистый убыток $210 млн
- 2015 выручка $1,441 млрд, чистая прибыль $221 млн

В 2015 году компания произвела 27 тонн золота и 998 тонн серебра, а в 2014 году — 29 тонн золота и 892 тонн серебра.
В 2019 году реализовывался проект по разведке и освоению крупного месторождения металлов платиновой группы Викша в Карелии.
В 2020 году началась подготовка к добыче серебряной руды подземным способом на месторождении Перевальное в Магаданской области силами дочернего АО «Серебро Магадана».
В ноябре 2021 года «Полиметалл» инвестировал 447 млн долларов в золоторудное месторождение Ведуга в Красноярском крае, 59,4 % которого владеет компания; начало добычи и выход на проектную мощность запланированы на 2025 год.
19 мая 2023 года, из-за вторжения России на Украину, «Полиметалл» попал в блокирующий санкционный список США против компаний осуществляющих деятельность в металлургическом и горнодобывающем секторе экономики России, так как она «является значительным источником дохода для российского правительства». В июне, из-за введённых санкций, Polymetal объявил, что руководство компании уходит из российского подразделения, а  головная компания Polymetal будет перерегистрирована с острова Джерси в Казахстане.
В начале 2024 года компания Polymetal International продала российский бизнес (100 % акций АО «Полиметалл») компании АО «Мангазея Плюс» за $3,69 млрд, сделка будет закрыта до конца марта 2024 года.

### Слияния и поглощения
28 августа 2008 года «Полиметалл» приобрел 100 % ООО «Уральское геолого-разведочное предприятие» (УГРП). УГРП владеет лицензией на геологическое изучение и добычу золота и серебра на месторождении Дегтярское. В качестве продавца выступила «Русская медная компания». Цена сделки составила 6,25 миллионов долл.
В 2008—2009 годах «Полиметалл» в рамках стратегии по созданию крупных перерабатывающих центров приобрёл месторождения Кубака, Гольцовое, Сопка Кварцевая в Магаданской области, месторождение Майское на Чукотке и Варваринское в Казахстане.
В 2014 году компания приобрела месторождение Кызыл на востоке Казахстана за 315 млн долл. Его запасы оцениваются в 6,7 мегаунций (214 тонн) золота при содержании золота в породе 7,5 г/т.
В июне 2020 год компания продала месторождение Северная Калуга в Свердловской области компании North Kaluga Mining Ltd. за $35,7 млн.

## Рейтинговые оценки
- Рейтинговое агентство «Эксперт РА» в 2018 году присвоило компании рейтинговую оценку ruA+ со стабильным прогнозом. В 2019 году рейтинг был подтверждён, в 2020 повышен до ruAA-, в 2021 — до ruAA. На этом уровне рейтинг подтверждался в 2022 и 2023 годах, в 2024 понижен до ruAA-, а затем — до ruA+[28].
- Рейтинговое агентство АКРА присвоило в 2025 году АО «Полиметалл» рейтинговую оценку AA-(RU) со стабильным прогнозом[29].

## Собственники и руководство
28 января 2024 года оманская Maaden International Investment купила у дочерней компании группы ИСТ Александра Несиса — Powerboom Investments Limited 23,9% акций Polymetal International.
Генеральный директор Группы — Виталий Несис.